# Millicent Bryant
Millicent Maude Bryant (ur. 8 stycznia 1878, zm. 3 listopada 1927) – australijska pionierka lotnictwa. Była pierwszą kobietą w Australii, która otrzymała licencję pilota (nr 71 w 1927).

## Życiorys
Millicent Maude Harvey urodziła się 8 stycznia 1878. Jej rodzicami byli Edmund George Harvey i Georgiana Sarah Bartlett Harvey, miała dziewięcioro rodzeństwa.
9 maja 1900 wzięła ślub z Edwardem Jamesem Bryantem, miała trzech synów (urodzonych kolejno w 1901, 1903 i 1908). Jej mąż zmarł w 1926.
W marcu 1927, w wieku 49 lat, Bryant została pierwszą Australijką która otrzymała licencję pilota.
Bryant zginęła 3 listopada 1927 w katastrofie promu „Greycliffe”. W czasie pogrzebu nad cmentarzem przeleciało pięć samolotów, z których zrzucono wieńce w hołdzie australijskiej pilotce.
Skórzana pilotka Bryant znajduje się w kolekcji National Library of Australia.
W 2001 Bryant została wpisana na listę National Pioneer Women’s Hall of Fame w Australii. W 2007, z okazji 80 rocznicy otrzymania przez nią licencji pilota, na jej grobie umieszczono ufundowaną przez Australian Women Pilots’ Association informację o jej osiągnięciu.